# 19 Arietis
19 Arietis (19 Ari / HD 13596 / HR 648 / HIP 10328) es una estrella de magnitud aparente +5,73 situada en la constelación de Aries. De acuerdo a la paralaje medida por el satélite Hipparcos (6,81 ± 0,38 milisegundos de arco) se encuentra a 479 años luz del sistema solar.
19 Arietis es una gigante roja de tipo espectral M0III con una temperatura efectiva de 3865 K.
Posee una metalicidad muy parecida a la del Sol.
Aunque es una gigante semejante a Mirach (β Andromedae) o Gianfar (λ Draconis), es más pequeña y menos luminosa que estas.
Su radio, calculado a partir de la medida de su diámetro angular —2,44 milisegundos de arco—, es unas 50 veces mayor que el radio solar.
Anser (α Vulpeculae) posee un tamaño y una luminosidad similares.
Se ha observado una variación en el brillo de 19 Arietis de 0,14 magnitudes, siendo considerada una variable semirregular. Parece existir un período principal de 32 días y uno secundario de 275 días.